# Fintice
Fintice (węg. Finta, niem. Finzitze) – wieś (obec) na Słowacji położona w kraju preszowskim, w powiecie Preszów. Pierwsza wzmianka pisemna o miejscowości pochodzi z roku 1272.
Na terenie wsi, na południowo-zachodnich stokach wzgórza Kapušiansky hradný vrch, leży rezerwat przyrody Fintické svahy, chroniący zespoły ciepłolubnej i sucholubnej flory i fauny na podłożu skał andezytowych.